# Gianluca Lalli
Gianluca Lalli (Colle di Arquata, 24 giugno 1976) è un cantautore e scrittore italiano.

## Biografia
È stato tra i vincitori del talent radiofonico Demo, l'Acchiappatalenti condotto da Michael Pergolani e Renato Marengo su Radio Rai Uno. 
Nel 2005 ha vinto il premio "Rino Gaetano". 
Nel 2011 ha pubblicato il suo primo album Il tempo degli assassini per l'etichetta Ghiro Records. 
Nel 2013 il suo video musicale Il lupo ha vinto il premio Hard Rock Cafè nell'ambito del festival del cinema di Venezia.
Nel 2014 ha pubblicato il secondo album La fabbrica di uomini  in cui ha collaborato con Claudio Lolli al brano Il grande freddo, pubblicato poi anche dallo stesso Lolli e vincitore del premio "Luigi Tenco" nel 2017. 
Nel 2017 ha pubblicato il suo terzo album, Metropolis.
Come scrittore ha pubblicato il libro di racconti Radio Waldgänger (2011), la raccolta di poesie Una voce dal nulla (2013), la raccolta di canzoni e poesie La bella che è addormentata (2015), il romanzo storico Dal Vangelo secondo me (2016) e la raccolta di poesie e aforismi La rivoluzione è un fiore non colto (2017). Nel corso della sua carriera ha collaborato oltre che con Claudio Lolli, anche con Flaco Biondini, chitarrista e produttore di Francesco Guccini, col poeta e attore Remo Remotti, con l'attore Mariano Rigillo, con i sassofonisti il Daniele Sepe e Nicola Alesini, con Adriano Bono cantante del gruppo reggae romano Radici nel Cemento e con il "Cimarosa quintet", il quintetto d'archi dei docenti del conservatorio Domenico Cimarosa di Avellino. Ha collaborato con l'attore e doppiatore Francesco Pannofino, con lo scrittore Diego Cugia. padre del personaggio Jack Folla trasmesso da Radio Rai dal 1998. Ha collaborato con i Modena City Ramblers nel Tour del 2019 e con il comico Giorgio Montanini nel 2020. A settembre del 2020 è uscito il disco Favole al telefono, ispirato dall'omonima opera di Gianni Rodari; il disco è stato inserito nel palinsesto Rai dall'emittente radiofonica Radio kids. Ha partecipato alla trasmissione Storie di RAI 2 con Laura Gialli e a Arrivi & Partenze dell'emittente radiofonica Rai Isoradio a cura di Federico Biagione. Nel 2020 ha realizzato come regista un film documentario sulla vita di Rino Gaetano dal titolo Rino; l'anno successivo, con il brano Libertà, è tra i vincitori del Premio Poggio Bustone. Nel 2022, ospite della trasmissione di Rai Radio 1 di Marco Rho, presenta il disco Letteratura in Musica. Il disco Letteratura in Musica è tra i candidati alla Targa Tenco 2022.
Gianluca Lalli ha partecipato nel 2023, in qualità di cantautore, al programma "Italian Green" in onda su Rai 2 alla scoperta delle realtà, collocate in diversi luoghi del territorio italiano, che hanno adattato i processi produttivi per limitare l'impatto ambientale. 
Il 2 dicembre 2023 pubblica "Favole Ecologiche" che rappresenta il terzo capitolo della saga dopo "Letteratura in Musica" del 2021 e "Le favole al telefono" del 2020. 
Nel gennaio 2024 ha portato su Rai Tre il suo progetto dal titolo "La musica dei ricordi". Nel programma "O anche no" di Paola Severini Melograni, condotto da Riccardo Cresci, ha presentato il suo ultimo lavoro incentrato sulla disabilità.

## Discografia
- Il tempo degli assassini (2011)[23]
- La fabbrica di uomini (2014)[24]
- Metropolis (2017)[25]
- Le favole al telefono (2020)[26]
- Letteratura in Musica (2022)[23]

## Opere letterarie
- Radio Waldgänger (Arduino Sacco editore, 2011)[27]
- Una voce dal nulla (Galassia arte edizioni, 2013)[28]
- La bella che è addormentata (Rapsodia edizioni, 2015)[29]
- Dal Vangelo secondo me (Galassia Arte, 2016)[30]
- La rivoluzione è un fiore non colto (Letteratura Alternativa edizioni, 2017)[31]
- Gnōthi sautón. Conosci te stesso (Officina Milena Edizioni, 2021)[32]